# Candidoni

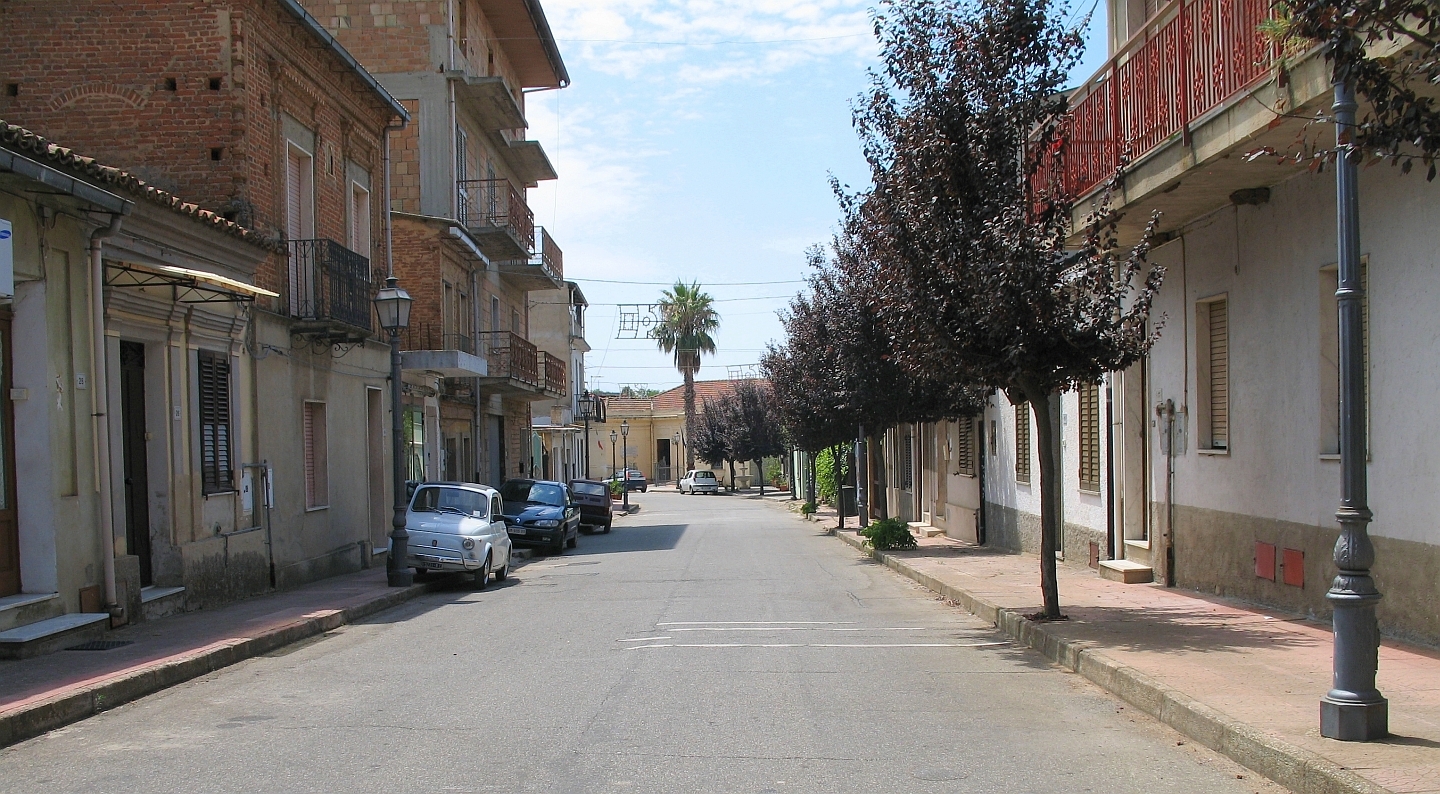
Hauptstraße in Candidoni

Candidoni ist eine Gemeinde in der Metropolitanstadt Reggio Calabria in der italienischen Region Kalabrien mit 420 Einwohnern (Stand 31. Dezember 2023). 
Candidoni liegt etwa 60 km südwestlich von Catanzaro und zirka 60 km nordöstlich von Reggio Calabria und bedeckt eine Fläche von 26,6 km².
Die Nachbargemeinden sind Laureana di Borrello, Limbadi, Mileto, Nicotera, Rosarno, San Calogero und Serrata.